# 船橋市立豊富中学校
船橋市立豊富中学校（ふなばししりつ とよとみちゅうがっこう）は、千葉県船橋市豊富町にある公立中学校。

## 沿革
- 1947年（昭和22年）4月 - 豊富村立豊富中学校として開校。
- 1954年（昭和29年）4月 - 豊富村が船橋市に編入されたのに伴い、校名を「船橋市立豊富中学校」に改称。